# Механикът (филм, 2004)
Вижте пояснителната страница за други значения на Механикът.
„Механикът“ (на английски: „The Machinist“) е испански англоезичен филм (психологически трилър) от 2004 година, режисиран от Брад Андерсън по сценарий на Скот Косар. Главната роля се изпълнява от Крисчън Бейл, а поддържащи роли имат Дженифър Джейсън Лий и Айтана Санчес-Хихон. В основата на сюжета е работник, страдащ от продължило година безсъние.